# 카마타 아리사
카마타 아리사(일본어: 鎌田 安里紗, 1992년 7월 21일 ~ )는 일본의 모델이다.